# Kystredningstjenesten
Kystredningstjenesten er en tjeneste under Beredskabsstyrelsen, der udfører redningsaktioner på havet fra land. Tjenesten hørte tidligere under Farvandsvæsenet, men blev overført til Søværnet den 1. januar 2012 som følge af nedlæggelsen af Farvandsvæsenet.

## Historie

### Generelt
Redningsvæsenet blev oprettet ved lov 26. marts 1852 efter anbefaling fra Christopher Berent Claudi, der havde fået ideen efter britisk inspiration. Tjenesten, underlagt indenrigsministeriet, blev delt i to; en nørrejydsk og en bornholmsk. I 1896 blev ansvaret overført til Landbrugsministeriet, og allerede i 1906 blev tjenesten igen flyttet, denne gang til marineministeriet. I 1926 slog man de to afdelinger sammen og en samlede ledelsen i København, inden tjenesten blev flyttet til Forsvarsministeriet i 1950.
I 1973 blev Redningsvæsenet (omdøbt til Kysteredningstjenesten) sammenlagt med en række andre myndigheder, der tilsammen dannede Farvandsvæsenet. Denne konstellation holdt frem til 2012, hvor Farvandsvæsenet blev opløst, og Kystredningstjenesten overførtes til Søværnet under 1. Eskadre. I 2019 kom kystredningstjenesten under den nyoprettede 3. Eskadre som følge af forsvarsforliget.
Helt fra da redningsvæsnet blev oprettet i 1852, har den primære drivkraft været lokalområdets fiskere. Med årene er redningsstationernes udstyr blevet opgraderet, så redningsstationerne sammen med redningshelikopterne i dag udgør Danmarks primære redningsberedskab.

### Redningsbåde
Indtil for 100 år siden brugte man primært 10-årers robåde som redningsbåde. Disse var gjort synkefrie ikraft af deres innovative konstruktion. Bådene var forsynet med både lufttætte kasser og et system, således de var selvlænsende. Bådene blev fragtet fra redningsstationen til kysten på en vogn trukket af heste. I 1914 tog man den første motorbåd i brug i Skagen. siden fulgte Klitmøller (1916) og Nørre Vorupør (1920). I 1965 fik man en helt ny type redningsbåd, og den var udviklet af redningsvæsenet og redningsmændene. Det særlige var, at den kunne vende sig selv på ret køl, hvis den kæntrede. De første både af denne type var MRB 34 (motorredningsbåd) i Hvide Sande og MRB 35 i Thyborøn.

## Opgaver
Kystredningstjenesten yder assistance til skibe i havsnød, eftersøgninger og drukneulykker. Andre opgaver kan være at hjælpe i tilfælde, hvor en fiskekutter har motorproblemer, lystsejlere, der er stødt på grund, patientevakueringer fra krydstogtskibe og transport af politiet til søs. Når der er tale om havsnød, skal kystredningstjenesten stille med det materiel og personel, den råder over, og i Danmark ledes og koordineres søredningsoperationer af Joint Rescue Coordination Centre (JRCC) i Karup.

## Redningsstationer
Kystredningstjenesten råder over 21 redningsstationer, fordelt over hele landet:
| Station       | Oprettet | Udstyr                                                              | Billede |
| ------------- | -------- | ------------------------------------------------------------------- | ------- |
| Agger         | 1851     | RHIB-740 Unimog redningskøretøj                                     |         |
| Anholt        | 1879     | FRB 07 VW Rockton redningskøretøj                                   |         |
| Christiansø   | 1922     | RHIB-850                                                            |         |
| Esbjerg       | 1907     | MRB Niels Iversen FRB 18 Ford Ranger Raptor Redningskøretøj         |         |
| Gedser        | 1925     | MRB L.W.Dam FRB 09 RHIB-480 Ford Ranger Raptor Redningskøretøj      |         |
| Grenaa        | 1899     | MRB Anna E. Rørbye FRB 10 Ford Ranger Raptor redningskøretøj        |         |
| Hanstholm     | 1851     | MRB C.B.Claudi FRB 11 RHIB-480 Unimog redningskøretøj               |         |
| Hirtshals     | 1890     | MRB Margrethe Gaardboe FRB 14 Ford Ranger Raptor Redningskøretøj    |         |
| Hvide Sande   | 1933     | MRB Emilie Robin FRB 15 Mercedes Sprinter Redningskøretøj           |         |
| Klintholm     | 1911     | FRB 20                                                              |         |
| Nexø          | 1964     | MRB Leopold Rosenfeldt FRB 17 Ford Ranger Raptor redningskøretøj    |         |
| Nørre Vorupør | 1851     | LRB 22 RHIB-740 Mercedes Sprinter redningskøretøj                   |         |
| Rømø          | 1965     | FRB 12 RHIB-480 Unimog redningskøretøj                              |         |
| Rønne         | 1852     | MRB Mads Jakobsen FRB 19 Unimog redningskøretøj                     |         |
| Skagen        | 1869     | MRB Lars Kruse FRB 08 Ford Ranger Raptor Redningskøretøj            |         |
| Sæby          | 1911     | FRB 22 Ford Ranger Raptor redningskøretøj                           |         |
| Sønderho      | 1887     | FRB 06 SeaDoo Vandscooter Ford Ranger Raptor redningskøretøj        |         |
| Thorsminde    | 1852     | LRB 21 RHIB-740 Ford Ranger Raptor Redningskøretøj                  |         |
| Thorup Strand | 1857     | LRB 20 Ford Ranger Raptor Redningskøretøj                           |         |
| Thyborøn      | 1851     | MRB Martha Lerche FRB 16 Ford Ranger Raptor redningskøretøj         |         |
| Østerby       | 1871     | MRB Morten Stage LRB 19 RHIB-480 Ford Ranger Raptor Redningskøretøj |         |

Redningsstationernes råder over en del forskelligt materiel:
- Motorredningsbåd (MRB), der er en 16-23 meter lang lukket redningsbåd.
- Let redningsbåd (LRB), der er en 9-10 meter lang åben redningsbåd.
- Fast rescue boat (FRB), der er en hurtig åben redningsbåd på 10,7 meter eller 12,2 meter.
- Gummibåde af typerne RHIB-480, RHIB-740 eller RHIB-850, hvor tallet angiver bådens længde i centimeter.
- Redningsbiler af typerne Mercedes Unimog (lastvogn), Mercedes Sprinter, Ford Ranger Raptor og traktorer.

## Eksterne links
- Forsvaret.dk: Kystredning Arkiveret 14. oktober 2018 hos  Wayback Machine

| Beredskabet | Spire Denne artikel om beredskabet er en spire som bør udbygges. Du er velkommen til at hjælpe Wikipedia ved at udvide den. |